# Duval i Moretti
Duval i Moretti (Duval et Moretti, 2008) – francuski serial kryminalny nadawany przez stację M6 od 2 lipca do 13 sierpnia 2008. W Polsce nadawany jest przez stację AXN Crime od 12 marca 2010. Serial został wyprodukowany przez M6 Métropole Télévision i Pegasus TV. Od 15 kwietnia 2013 w Polsacie.

## Opis fabuły
Serial opowiada o dwóch porucznikach Vincentcie Duval (Emmanuel Patron) i Davidzie Moretti (Alexandre Brasseur), którzy są najlepszymi przyjaciółmi. Doskonale wykonują swoją pracę w każdych warunkach. Uwielbiają podrywać kobiety, ich przełożona Paloma Ruiz (Rebecca Hampton) dzierży władzę nad grupą żelazną ręką i nie zważa na uroki dwóch poruczników.

## Obsada
- Alexandre Brasseur jako porucznik David Moretti
- Emmanuel Patron jako porucznik Vincent Duval
- Rebecca Hampton jako komisarz Paloma Ruiz
- Magloire Delcros-Varaud jako César
- Arthur Jugnot jako Nico Moretti
- Julien Crampon jako Julien Duval

## Spis odcinków
| Premiera odcinka | N/o | Polski tytuł | Francuski tytuł                |
| ---------------- | --- | ------------ | ------------------------------ |
|                  |     |              |                                |
| SERIA PIERWSZA   |     |              |                                |
|                  |     |              |                                |
|                  | 01  |              | L'Équipée mortelle             |
|                  |     |              |                                |
|                  | 02  |              | Le Retour de Vanessa           |
|                  |     |              |                                |
|                  | 03  |              | En fuite                       |
|                  |     |              |                                |
|                  | 04  |              | Les absents ont toujours tort  |
|                  |     |              |                                |
|                  | 05  |              | Une odeur de poudre            |
|                  |     |              |                                |
|                  | 06  |              | Haute couture                  |
|                  |     |              |                                |
|                  | 07  |              | Otages                         |
|                  |     |              |                                |
|                  | 08  |              | Un sacré dilemme               |
|                  |     |              |                                |
|                  | 09  |              | César à deux doigts de la mort |
|                  |     |              |                                |
|                  | 10  |              | Le Frère de Moretti            |
|                  |     |              |                                |
|                  | 11  |              | Seule au monde                 |
|                  |     |              |                                |
|                  | 12  |              | Carton rouge                   |
|                  |     |              |                                |
|                  | 13  |              | Une affaire de nez             |
|                  |     |              |                                |
|                  | 14  |              | La Nouvelle Coéquipière        |
|                  |     |              |                                |
|                  | 15  |              | Compte à rebours               |
|                  |     |              |                                |
|                  | 16  |              | Dangereuses Doublures          |
|                  |     |              |                                |
|                  | 17  |              | Paloma en danger               |
|                  |     |              |                                |
|                  | 18  |              | L'Imposteur                    |
|                  |     |              |                                |
|                  | 19  |              | Héros d'un jour                |
|                  |     |              |                                |
|                  | 20  |              | Frères d'âme                   |
|                  |     |              |                                |
|                  | 21  |              | Drôle de justice               |
|                  |     |              |                                |

## Ciekawostki
- Seria jest luźno oparta na serialu Starsky i Hutch.
- Muzykę do serialu skomponował Sinclair.
- Francuscy porucznicy w serialu jeżdżą Mazdą RX-8.